# 贝弗莉·博伊斯
贝弗莉·博伊斯（英語：Beverly Boys，1951年7月4日—），加拿大女子跳水运动员。她曾代表加拿大参加1967年和1971年泛美运动会跳水比赛，获得二枚银牌和一枚铜牌。她也曾参加1968年、1972年和1976年夏季奥运会。